# Любимский, Эдуард Зиновьевич
Эдуа́рд Зино́вьевич Люби́мский (25.11.1931, Москва — 13.02.2008, там же) — советский и российский учёный в области вычислительной техники, системного программирования и информатики, доктор физико-математических наук, профессор, заслуженный деятель науки Российской Федерации (2001).

## Биография
Окончил среднюю школу № 281 (1949) и механико-математический факультет МГУ (1954).
Работал в Институте прикладной математики: младший научный сотрудник (1954—1962), старший научный сотрудник (1962), зав. сектором (1962—1988), зав. отделом ИПМ (с 1988).
Участвовал в составлении программ для первых советских ЭВМ БЭСМ-1 и Стрела-1, в разработке первого программного комплекса для расчета ядерного взрыва и первых программ для расчета траекторий баллистических ракет и искусственных спутников. Один из создателей первой советской программирующей программы (1954) и первого советского компилятора с полного языка Алгол (1963).
Один из авторов и руководителей проекта по созданию системы программирования АЛМО, воплотившей принцип мобильности системного программного обеспечения на базе машинно-ориентированного языка. Автор операционной системы ОС ИПМ.
Кандидат физико-математических наук (1960), тема диссертации: «Об автоматизации программирования и методе программирующих программ» (руководитель — М. Р. Шура-Бура). Доктор физико-математических наук (1974, «Возможности и принципы построения операционной системы для БЭСМ-6 (ОС ИПМ)»).
С 1954 года по совместительству преподавал в МГУ: ассистент, доцент кафедры вычислительной математики; доцент (1970), профессор (с 1978) кафедры системного программирования.
Похоронен на Долгопрудненском кладбище.

## Научные труды
Соавтор трёх учебников для вузов:
- Программирование : [учеб. пос. для вузов по спец. «Прикл. матем.»] / Э. З. Любимский, В. В. Мартынюк, Н. П. Трифонов; под ред. Э. З. Любимского. — Москва : Наука, 1980. — 607 с.
- Программирование : [Учеб. пос. для вузов по спец. 01.02 «Прикл. математика»] / В. Л. Катков, Э. З. Любимский. — Минск : Вышэйш. шк., 1992. — 295 с.; ISBN 5-339-00709-X
- Программное обеспечение ЭВМ : [Учеб. пос. для вузов по спец. 01.02 «Прикл. математика»] / В. Л. Катков, Э. З. Любимский. — Минск : Вышэйш. шк., 1992. — 219 с.; ISBN 5-339-00849-5

## Награды и звания
- Заслуженный деятель науки Российской Федерации (2001).
- Орден Трудового Красного Знамени (1956).